# Mariam Lau

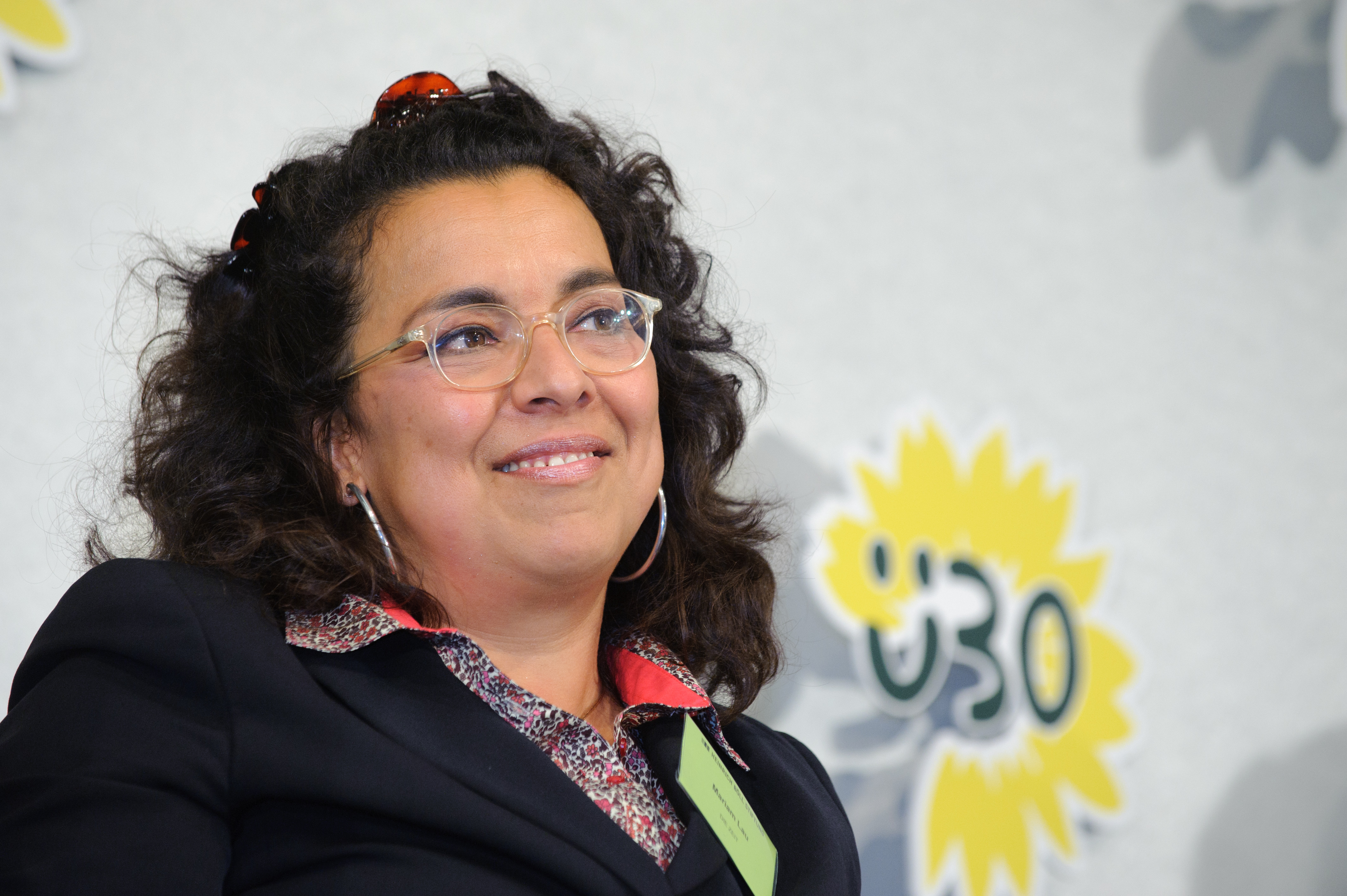
Mariam Lau (2010)

Mariam Lau, geborene Nirumand (* 21. März 1962 in Teheran, Iran) ist eine deutsche Journalistin und Publizistin.

## Leben
Mariam Lau, geboren in Iran, ist die Tochter des iranischen Publizisten und Autors Bahman Nirumand und seiner Frau, der Diplom-Soziologin Barbara Herkommer-Körfgen, geborene Siepmann, die später mit dem Sozial- und Wirtschaftswissenschaftler Sebastian Herkommer verheiratet war. Ihr Vater floh 1965 vor dem Regime des Schahs Mohammad Reza Pahlavi und 1982 vor dem der Mullahs nach Deutschland. Lau ist die Nichte von Annette Schwarzenau, Mitgründerin der Alternativen Liste für Demokratie und Umweltschutz (AL) in West-Berlin.
Nach einer Krankenpflegeausbildung studierte sie Kunstgeschichte, Filmwissenschaft und Amerikanistik am John-F.-Kennedy-Institut der Freien Universität Berlin sowie in Bloomington.
Nachdem sie von 1992 bis 1998 als Kulturredakteurin der Tageszeitung (taz) tätig gewesen war, arbeitete sie als freie Journalistin in Berlin. 2003 veröffentlichte sie eine Biografie über Harald Schmidt, 2009 ein Buch über Angela Merkel. Seit 2004 war sie für Die Welt in Berlin als Chefkorrespondentin tätig, seit dem 1. Juni 2010 ist sie politische Korrespondentin der Wochenzeitung Die Zeit.
Sie ist verheiratet mit Jörg Lau, früher ebenfalls bei der taz, heute ebenfalls bei der Zeit. Beide gehörten zum Kreis um die Berliner Intellektuellen Katharina und Michael Rutschky. Sie haben drei Töchter.

## Publizistische Positionen
Im Juli 2018 führte ein Meinungsbeitrag Laus über die Sinnhaftigkeit von privater Seenotrettung im Mittelmeer zu einer Kontroverse. Lau hatte diese teilweise in Frage gestellt und das Selbstverständnis der in der Seenotrettung tätigen Aktivisten kritisiert. Während an diesen unter der Überschrift Oder soll man es lassen? geäußerten Gedanken in Publizistik, Sozialen Medien und von Rettungsorganisationen teilweise heftige Kritik geübt wurde, erhielt sie etwa aus der Welt Zuspruch. Auch andere profilierte Journalisten schalteten sich in die Debatte ein, Jakob Augstein etwa zeigte sich „erschüttert, wie leicht unsere Zivilisation bricht“, und Carolin Emcke formulierte: „Das ist das Ende der Übereinkunft darüber, was wir bislang für Zivilität hielten.“ Die Chefredaktion der Zeit distanzierte sich in der Folge von der Überschrift und betonte, Lau bekenne sich zur prinzipiellen Notwendigkeit von Seenotrettung.
Lau mahnt eine Begrenzung der Zuwanderung nach Deutschland an und wirft dem linken Lager hierbei Fantasielosigkeit vor: „Polemisch gefragt: Von Deutschland aus kann man das Weltklima herunterkühlen – aber bei der Frage, wie viele Menschen ins Land kommen, sind wir machtlos?“ 2024 reflektierte sie vor diesem Hintergrund auch ihre eigene Familiengeschichte: „Wie komme ich dann dazu, migrationspolitisch so eine (angeblich) harte Linie zu fahren: alles von Abschiebehaft und Leistungskürzungen bis hin zu Ruanda?! Natürlich höre ich öfter den Vorwurf, das sei ja eine feine Geste – sich selbst oder den eigenen Vater in Sicherheit bringen und dann die Brücke vor anderen hochziehen! Aber die Wahrheit ist: Politisch Verfolgte wie mein alter Herr, für die das deutsche Asylrecht einmal gemacht war, bilden den allerkleinsten Teil der Antragsteller, zuletzt um die 16 Prozent.“
Im Zuge des Skandals um ein antisemitisches Flugblatt, als dessen Urheber der bayerische Wirtschaftsminister Hubert Aiwanger verdächtigt wurde, warf Lau der CSU-Führung und Ministerpräsident Markus Söder eine unklare und opportunistische Haltung vor. Die CSU sah sie 2024 dennoch als Kraft der Mitte an, „die ihr Heil – anders als Tories oder Republikaner – nicht in Düsternis, Disruption und Hetze zu suchen scheint“. Friedrich Merz verteidigte sie gegen ein absichtliches Missverstehen seiner Aussagen, etwa bezüglich seiner Wortwahl von Schülern mit Migrationshintergrund als „kleine Paschas“: „Alle wussten, was gemeint war. Eine Gesellschaft, in der es selbstverständlich ist, über ‚toxische Männlichkeit‘ zu sprechen, sollte es eigentlich ertragen, wenn verächtliches Verhalten gegenüber weiblichen Autoritätspersonen durch migrantische Jugendliche zum Thema gemacht wird.“ Nachdem die Unionsfraktion im Bundestag im Januar 2025 eine Mehrheit mit der AfD herbeigeführt hatte, kritisierte sie wiederum, Merz habe nicht wie ein wahrer Konservativer gehandelt.

## Veröffentlichungen
- Die neuen Sexfronten. Vom Schicksal einer Revolution, Alexander Fest Verlag, Berlin 2000, ISBN 3-8286-0081-6.
- Harald Schmidt. Eine Biografie, Ullstein Verlag, München 2003, ISBN 3-550-07564-2.
- Die letzte Volkspartei. Angela Merkel und die Modernisierung der CDU, Deutsche Verlags-Anstalt, München  2009, ISBN 978-3-421-04379-5.
- Seenotrettung - Oder soll man es lassen? Ein Pro und Contra, Hamburg 2018, Artikel in der ZEIT Nr. 29/2018
- Merz. Auf der Suche nach der verlorenen Mitte, Ullstein Buchverlage, Berlin 2025, ISBN 978-3-8437-3628-2